# Metro (azienda)
METRO AG, nota anche come METRO Group, è un'azienda della grande distribuzione tedesca fondata nel 1964 da Otto Beisheim.

## Storia
Il primo magazzino METRO venne aperto a Mannheim, in Germania Ovest, nel 1964; il gruppo METRO giunse in Italia nel 1972, anno dell'apertura del Cash & Carry di Cinisello Balsamo (MI).
A novembre 2014 METRO ha ceduto i suoi 9 punti vendita in Grecia alla locale catena di supermercati Sklavenitis.
Nel gennaio 2015 METRO cede per 2,82 miliardi di euro i grandi magazzini Kaufhof (fondati nel 1879 da Leonard Tietz, assorbiti da METRO nel 1968 e composti da circa 140 grandi magazzini in prevalenza in Germania) al gruppo canadese Hudson's Bay di Richard Baker, proprietario della catena statunitense Saks Fifth Avenue.
Nel 2017 il gruppo si scinde in due: da un lato i negozi di hi-tech di Media-Saturn Group con i marchi MediaMarkt e Saturn, dall'altra gli ipermercati all'ingrosso (Cash & Carry) e i negozi con la vendita alla clientela (Real). Con lo scorporo del settore alimentare dall'elettronica, nascono due società quotate indipendenti.
In seguito all'invasione russa dell'Ucraina del 2022, Metro AG ha annunciato la decisione di continuare le proprie operazioni in Russia, attirando critiche mentre molte aziende occidentali si ritiravano dal paese. Le autorità ucraine hanno chiesto un boicottaggio globale dell'azienda e la filiale ucraina di Metro AG avrebbe subito pressioni dalla sede centrale in Germania per aver sostenuto l'imposizione di sanzioni contro le attività russe della società. Nel febbraio 2023, l'Agenzia nazionale per la prevenzione della corruzione dell'Ucraina (NACP) ha inserito Metro AG nella lista degli Sponsor internazionali della guerra. Metro AG è presente in Russia dal 2001 e gestisce 97 negozi in 65 città. Nel 2022, il suo fatturato nel paese ha raggiunto i 224 miliardi di rubli. Nonostante abbia rilasciato una dichiarazione di condanna della guerra, l'azienda ha continuato le proprie attività, tra cui l'espansione della catena di supermercati "Fasol" e l'integrazione del sistema di pagamento russo "Mir", sviluppato in risposta alle sanzioni. Un'indagine del NACP ha rilevato che il principale azionista di Metro AG, Daniel Křetínský, ha legami con EP Infrastructure, che detiene una quota significativa in Eustream, un'azienda coinvolta nel trasporto di gas russo verso l'Europa.

## Insegne

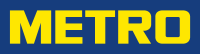
Logo di METRO Cash & Carry.

METRO è un gruppo diversificato che conta numerose insegne:
- i Cash & Carry, con le insegne METRO e MAKRO, in numerosi paesi;
- le grandi superfici specializzate in elettronica, con le insegne MediaMarkt (in Italia MediaWorld) e Saturn, in numerosi paesi;
- gli ipermercati Real, in Germania, Polonia, Turchia;
- i supermercati Extra, in Germania;
- i grandi magazzini, con Galeria Kaufhof in Germania e Galeria Inno in Belgio.

## Azionariato
- Franz Haniel & Cie. Ltd. 15,20%
- Stiftung Mercator, fondato dalla famiglia Schmidt-Ruthenbeck 14,19%
- EP Global Commerce di Patrik Tkáč (47%) e Daniel Křetínský (53%) 10,91%
- Fondazione Prof. Otto Beisheim 6,56%
- CECONOMY AG 6,39%
- Flottante 46,75%

Data: agosto 2018

## Loghi

Logo del Gruppo METRO dal 2002 al 2010
Logo del Gruppo METRO dal 2010 al 2016
Logo del Gruppo METRO dal 2016